# بيتار ألكسندروف
بيتار ألكسندروف (بالبلغارية: Петър Александров)‏ (مواليد 7 ديسمبر 1962) هو لاعب كرة قدم. يلعب مع منتخب بلغاريا لكرة القدم. سبق له أن لعب في كأس العالم لكرة القدم مع منتخب بلاده.

## روابط خارجية
- بيتار ألكسندروف على موقع الاتحاد الدولي (مؤرشف)  (الإنجليزية)
- بيتار ألكسندروف على موقع قاعدة بيانات كرة القدم.إي يو (الإنجليزية)
- بيتار ألكسندروف على موقع ناشيونال فوتبول تيمز (الإنجليزية)
- بيتار ألكسندروف على موقع عالم كرة القدم.نت (الإنجليزية)